# Myzocallis durangoensis
Myzocallis durangoensis är en insektsart. Myzocallis durangoensis ingår i släktet Myzocallis och familjen långrörsbladlöss. Inga underarter finns listade i Catalogue of Life.